# Ларс Онсагер
Ларс Онсагер (англ. Lars Onsager; 27 листопада 1903 Осло, Норвегія — 5 жовтня 1976, Корал-Ґейблз, США) — американський фізико-хімік норвезького походження. Лауреат Нобелівської премії з хімії 1968 року та премії Румфорда Американської академії мистецтв і наук 1953 року.

## Біографія
Онсагер навчався хімічній інженерії в Норвезькому технологічному інституті. В 1925 році він зробив поправку до теорії електролітів Дебая-Хюкеля. Після цього він працював асистентом Хюкеля в Політехнічній федеральній школі в Цюриху до 1928 року. В 1928 році один семестр викладав в Університеті Джонса Гопкінса. Після цього працював у Браунському університеті. Від 1933 до 1972 року був науковим співробітником в Єльському університеті, де спочатку мав захистити докторську дисертацію. В 1947 році був обраний до Національної академії наук США. Після виходу на пенсію був призначений визначним університетським професором Університету Маямі в Центрі теоретичних досліджень.
У 1968 році отримав Нобелівську премію «за відкриття співвідношень взаємності в необоротних процесах, що мають принципово важливе значення для термодинаміки необоротних процесів».